# フェリシアン化カリウム
フェリシアン化カリウム（フェリシアンかカリウム、potassium ferricyanide）は、ヘキサシアニド鉄(III)酸カリウム（ヘキサシアニドてつ さん さんカリウム）のことであり、無機化合物に分類される、錯塩の1種である。赤色の結晶または粉末であることから赤血塩（せっけつえん）とも呼ばれる。組成式は K3[Fe(CN)6]。水に良く溶け、水溶液は黄緑色の蛍光をいくぶん示す。フェロシアン化カリウムの溶液に塩素ガスを通じると得られる。

## 性質
[Fe(CN)6]3−（フェリシアン化物イオン）は、水溶液中で電離しても配位子のCN−（シアン化物イオン）が安定している（解離定数 K は10−44）ため、無機シアン化物のような毒性は示さない。
ただし、光によって配位子の一部が解離し、微量のシアン化物イオンを生じさせる。これは配位中心の鉄(III)イオンが光（主に紫外線）により鉄(II)イオンへ還元されることによる。配位中心が鉄(II)イオンであるフェロシアン化物イオンでは、この現象は起きない。光解離によるシアン化物イオンは、植物やヒトなどの脊椎動物では解毒能力がはるかに勝るため無視できるが、動物プランクトンをはじめとする水生生物では問題となりうる。これらの生物は、シアンの毒性をより強く受けるからである。例えばオオミジンコ（甲殻類）の48時間EC50は0.029mg/Lである。
また、アルカリ性条件下で、フェリシアン化カリウム、過酸化水素、ルミノールなどの環状フタルヒドラジドを持つ化合物が共存すると、発光することが知られている。

## 利用
光に影響される性質を活用し、写真の作成に古来より利用されてきた。また、酸化剤としての性質は鉄や銅による調色の際に使われる。

### 写真技法
フェリシアン化カリウムの酸化力を利用すると、金属銀を銀イオンに酸化させることが出来る。これを利用して、臭化カリウムなどの適当なハロゲン化イオンを含むフェリシアン化カリウムの水溶液(濃度は20g/L程度)に、現像済の白黒フィルムないし印画紙を浸漬すると、銀像が薄くなる。酸化された銀はそのまま臭化銀として塗布された乳剤層のゼラチン中に析出する。フェリシアン化カリウムはこのような「再ハロゲン化」減力剤ないし漂白剤として使いやすく、昔から白黒処理で使われている。
チオ硫酸ナトリウム（ハイポ）との混合物は「ファーマーの減力液 (Farmar's reducer)」として知られ、プリントやネガの濃度を減らすのに利用される。この場合、酸化した銀はチオ硫酸との錯体として水溶液中に溶出するが、これによる脱銀は不十分であり、ファーマーの減力液の使用後は、再定着をするのが安全である。また、チオ硫酸塩は還元剤であり、フェリシアン化カリウムと混ぜると前者が分解してしまうために使用液の保存はできない。また、減力作用も、フェリシアン化カリウムと臭化カリウムの混合液を使う場合と比べて弱くなり、余計な処理時間を要する。このため、特別な事情がない場合は、フェリシアン化カリウムと臭化カリウム液を使用して減力ないし漂白処理をし、その後通常の再定着処理をする方が合理的である。
ファーマーの減力液のように、再ハロゲン化タイプの酸化剤は、白黒の反転写真(リバーサル像)作成の中間段階における漂白剤としては使用されないが、カラー処理では、昔はネガ、リバーサル処理の両方で利用されていた。しかし、上記のような強い環境毒性により、70年代に代替物質へ切り替えられた。
ドットエッチングと呼ばれる過程で陰影の部分から銀を取り除く酸化剤として用いられる。カラー写真の作成においては、ドットの数を減らさずにドットの径を小さくさせ、色の補正を行うのに使われる。

### 青写真
青地白線法（青地に白線の陰画：ネガ）の現像液として青写真に使われる。

### 試薬
無機化学では鉄イオンの検出などに用いる。2価の鉄イオンを含む溶液に加えると濃青色沈殿（ターンブルブルー）を生じ、3価の鉄イオンの溶液に加えると溶液が褐色になる。
有機化学では穏やかな酸化剤として使われる。
生理学の実験では酸化還元電位を増加させる目的にしばしば使われる（pH 7 で E0' はおよそ +436 ミリボルト）。その場合、普通は亜ジチオン酸ナトリウムが還元剤として使われる（pH 7 で E0' はおよそ −420 ミリボルト）。

### 工業用途
鉄や鋼の熱処理、めっき、ウールの染色などに用いられている。